# Trigonias
Trigonias é um gênero extinto de rinoceronte do Eoceno superior (Chadroniano).Viveu há 35 milhões de anos na América do Norte (Prothero, 2005).
É o rinoceronte mais velho de que um esqueleto bem-preservado foi encontrado. Trigonias tinha aproximadamente 2.5 m (8 pés) Seus pés dianteiros tiveram cinco dedos (contrastse com os três em rinocerontes modernos).O quinto dedo é vestigial.